# Antaxius difformis
Antaxius difformis är en insektsart som först beskrevs av Brunner von Wattenwyl 1861.  Antaxius difformis ingår i släktet Antaxius och familjen vårtbitare. Inga underarter finns listade i Catalogue of Life.